# James Bauer
 James Bauer  (Hamburgo, 1 de marzo de 1884 - Buenos Aires, 1940) fue un director de cine y teatro alemán afincado en Argentina.

## Actividad profesional
Bauer debutó en 1902 como actor de teatro en Hagen y en 1905 trabajó en Neisse por primera vez como director de teatro. En 1908 se convirtió en jefe del Teatro del Pueblo en Hamburgo y, más tarde, en director del Teatro Nuevo de la misma ciudad.
En 1912 realizó una gira a Berlín con la obra Napoleón y sus mujeres y en 1920 comenzó su carrera como director de cine. Hasta 1923, trabajó regularmente con el actor y productor Hans Mierendorffplatz. En 1928 fundó en Berlín su propia compañía cinematográfica, Longines Internacional de Largometrajes GmbH.
Después de la toma del poder por el nazismo, y dados sus orígenes judíos, en 1933 emigró a España, donde dirigió la película de parodia de la policía titulada No me mates. Tras el estallido de la guerra civil española en 1936, emigró a Argentina donde continuó su carrera de director de cine hasta que falleció en este país en 1940.

## Filmografía

### Como director
- Explosivo 008, (1940)
- El misterio de la dama gris, (1939)
- Cantando llegó el amor, (1938)
- Paraguay, tierra de promisión, (1937)
- No me mates, (1936)
- Flucht nach Nizza, (1933)
- Nachtkolonne, (1932)
- § 173 St.G.B. Blutschande, (1929)
- Das Geständnis der Drei, (1929)
- Das Mädel aus der Provinz, (1929)
- Der Fremdenlegionär, (1928)
- Hast Du geliebt am schönen Rhein?, (1927)
- Mein Heidelberg, ich kann Dich nicht vergessen, (1927)
- Walpurgisnacht, (1927)
- Die Anne-Liese von Dessau, (1925)
- Op hoop van zegen, (1924)
- Der Mitternachtszug, (1923)
- Der schlummernde Vulkan, (1922)
- Der Halunkengeiger, (1922)
- Der schwarze Stern, (1922)
- Ich bin Du, (1921) (sin acreditar)
- Der Kampf um die Heimat, (1921)
- Die Maske des Todes - 2. Das Geheimnis der Zisterne, (1920)
- Die Maske des Todes - 1. Der Mann mit dem Silberskelett , (1920)

### Como guionista
- Explosivo 008, (1940)
- Cantando llegó el amor, (1938)
- Der schlummernde Vulkan, (1922)
- Ich bin Du, (1921)
- Die Maske des Todes - 2. Das Geheimnis der Zisterne, (1920)
- Die Maske des Todes - 1. Der Mann mit dem Silberskelett , (1920)

### Como supervisor
- Yo canto para ti , (1934)
- Ja, treu ist die Soldatenliebe, (1932)

### Como productor
- Nachtkolonne, (1932)
- § 173 St.G.B. Blutschande, (1929)
- Das Mädel aus der Provinz, (1929)